# Дюбуа, Уильям Эдуард Бёркхардт
Уильям Эдуард Бёркхардт (У. Э. Б.) Дюбуа́ (Дюбойс; англ. William Edward Burghardt Du Bois, сокр. W. E. B. Du Bois; 23 февраля 1868[…], Грейт-Баррингтон, Массачусетс — 27 августа 1963[…], Аккра) — афроамериканский общественный деятель, панафриканист, социолог, историк и писатель.

## Биография
Дюбуа родился 23 февраля 1868 года в Грейт-Баррингтоне (Массачусетс, США). Мулат (как мать, так и отец имели смешанное происхождение). В 1895 году он стал первым американцем с африканскими корнями, получившим степень доктора философии Гарвардского университета, а спустя два года стал профессором истории и экономики Атлантского университета, занявшись изучением вопросов о социальном положении афроамериканцев. Он пришёл к выводу, что социальные изменения произойдут лишь под воздействием волнений и протестов. Взгляды Дюбуа и его единомышленников из числа образованной чёрной молодёжи были оппозиционны идеям другого активиста за права афроамериканцев того времени — Букера Вашингтона, выступавшего за социальную интеграцию чёрных и белых посредством отказа первых от немедленного предоставления им равноправия, в то время как Дюбуа считал верным путём борьбу за получение высшего образование хотя бы «одарённой десятой частью» (talented tenth) афроамериканцев, которая бы работала на благо развития афроамериканцев.
В 1905 году Дюбуа выступил одним из сооснователей Ниагарского движения (англ. Niagara Movement) — гражданской организации за свободу, а в 1909 году вместе с группой единомышленников он основал Национальную ассоциацию содействия прогрессу цветного населения (англ. National Association for the Advancement of Colored People, NAACP) и озвучил идею создания «Африканской энциклопедии». 
В 1910 году Дюбуа оставил работу в Атлантском университете, чтобы сосредоточиться на работе редактора журнала «Кризис» («Крайсис», The Crisis) в NAACP. В 1934 году он вернулся в Атланту, а с 1944 по 1948 год вновь работал в NAACP. В 1910-х он первым сформулировал тезис «чёрное — это прекрасно», который стал одним из лозунгов Гарлемского ренессанса. Дюбуа также выступил организатором серии Панафриканских конгрессов по всему миру.
Дюбуа был известен своими левыми взглядами (в 1911—1912 годах состоял в Социалистической партии Америки, но вышел, столкнувшись с неготовностью её лидеров выступить против расовой дискриминации; с марксизмом, впрочем, он познакомился довольно поздно) и несколько раз посещал СССР (в 1928, 1936, 1949, 1958—1959 и 1962 годах). В 1950 году он баллотировался в Сенат США от штата Нью-Йорк как кандидат левоцентристской Американской лейбористской партии, получив более 200 000 голосов (4 %). Борьба за права афроамериканцев не мешала Дюбуа быть антисемитом: так, в книге 1903 года он выступает против «хитрых и бессовестных евреев» (англ. shrewd and unscrupulous Jews) — в переиздании 1953 года они превратились в «хитрых и бессовестных иммигрантов».
В 1951 году Уильяму Дюбуа было предъявлено обвинение в сотрудничестве с разведкой иностранной державы (Советского Союза), и хотя обвинения с Дюбуа (за которого заступился сам Альберт Эйнштейн) вскоре были сняты, он к тому времени полностью разочаровался в США. К тому же в 1955 году американское правительство не разрешило ему выехать в Индонезию на Бандунгскую конференцию. В 1961 году он вступил в американскую Коммунистическую партию, переехал в Гану и отказался от американского гражданства. 
Уильям Эдуард Бёркхардт Дюбуа умер 27 августа 1963 года в столице Ганы городе Аккре. Лоррейн Хэнсберри писала: «В сознание многих негров его имя вошло так же органично, как спиричуэлс, как блюзы…»

## Литературная деятельность
Дюбуа выступил автором множества книг, включая три автобиографии. Так, в книге (сборнике статей) «Души чёрного народа» (The Souls of Black Folk, 1903) он выступил против социального неравенства, а в своей работе «Джон Браун» (John Brown, 1909) описал деятельность белого аболициониста, боровшегося против рабовладельцев с оружием в руках. В 1911 году Дюбуа опубликовал свой первый роман «Серебряное руно» (The Quest of the Silver Fleece). Труд «Чёрная реконструкция в Америке» (Black Reconstruction in America) стал знаковым в историографии реконструкции Юга. Труды Дюбуа объединены в 40-томное Полное собрание сочинений.

## Награды и премии
- Международная Ленинская премия «За укрепление мира между народами» (1959)

## Избранная библиография
- The Philadelphia Negro (1899);
- The Souls of Black Folk (1903);
- John Brown (1909);
- The Negro (1915);
- Darkwater (1920);
- Black Reconstruction (1935);
- Dusk of Dawn: An Essay Toward an Autobiography of a Race Concept (1940, 1968);
- Color and Democracy (1945);
- The World and Africa (1947);
- In Battle for Peace (1952);
- Autobiography (1968);
- The Seventh Son (1971)

## Публикации работ на русском языке
- Джон Браун = John Brown. / [Пер. с англ. Ю. Н. Листвинова]. — М. : Соцэкгиз, 1960. — 459 с., 1 л. портр.
- Дюбуа У. Э. Б. Африка: Очерк по истории Африканского континента и его обитателей / Уильям Эдвард Бургхардт Дюбуа; Пер. с англ. Л. Н. Прибытковского и М. Ю. Френкеля; Под ред. и со вступ. ст. И. И. Потехина; Худож. Н. А. Липин. — М.: Издательство иностранной литературы, 1961. — 360 с.
- Дюбуа У. Э. Б. Воспоминания / Уильям Эдвард Бургхардт Дюбуа; Пер. с англ. В. В. Кузнецова и И. С. Тихомировой; Ред. Н. Ф. Паисов; Худож. И. Д. Кричевский. — М.: Издательство иностранной литературы, 1962. — 520 с.

### Романы
- За серебряным руном = The Quest of the Silver Fleece. / В. Бургхардт Дюбойс ; Пер. с англ. А. С. Полоцкой ; Под. ред. А. Г. Горнфельда. — Л. : Сеятель, 1925. — 270 с.
- Испытания Мансарта = The Ordeal of Mansart. / Пер. с англ. В. Кузнецова ; Под ред. И. Тихомировой. — М.: Издательство иностранной литературы, 1960. — 480 с. : ил.
- Мансарт строит школу = Mansart Builds a School. / [Предисл. М. Беккер]; [Ил.: Г. А. Кравцов]. — М.: Издательство иностранной литературы, 1963. — 514 с. : ил.
- Цветные миры = Worlds of Color. — М. : Прогресс, 1982. — 730 с. — (Б-ка лит. США)